# Коотапатамба
Коотапатамба или Коттапатамба, или Кутапатамба (англ. Lake Cootapatamba от Kau-oola-patamba — «место, где пьёт орёл»; англ. Lake May) — самое высокогорное озеро Австралии, располагается в верхнем течении реки Суомпи-Плейн на территории национального парка Косцюшко в Австралийских Альпах. Представляет собой небольшое проточное озеро ледникового происхождения, занимающее эрозионную котловину в верховье долины немного южнее вершины горы Косцюшко, на высоте 2040 метров над уровнем моря.
Длина озера составляет примерно 400 метров, глубина — около 5 метров.